# Điểm trắc địa Rudi
Điểm trắc đạc Rudi (tiếng Romania: Punctul Geodezic Rudi) là một địa điểm của Vòng cung trắc đạc Struve nằm tại Rudi, Soroca, miền Bắc Moldova. Ngoài ra, tại đây còn có một đài tưởng niệm.

## Mô tả
Điểm trắc đạc được thành lập vào năm 1847 và là một phần của Di sản thế giới Vòng cung trắc đạc Struve được UNESCO công nhận vào năm 2005. Cho đến nay, đây là địa điểm duy nhất tại Moldova được công nhận là Di sản thế giới. Đài tưởng niệm được mở cửa cho khách tham quan vào ngày 17 tháng 6 năm 2006.